# Projeto Gemini (filme)
Gemini Man (bra/prt: Projeto Gemini) é um filme americano de 2019, dos gêneros ação/ficção científica, dirigido por Ang Lee e escrito por David Benioff, Billy Ray e Darren Lemke.
Gemini Man recebeu críticas geralmente negativas dos críticos por seu roteiro e enredo, embora as performances tenham sido elogiadas. Os efeitos especiais também atraíram respostas mistas, com alguns críticos elogiando-os como conquistas técnicas, enquanto outros os achavam não convincentes. Ele arrecadou US$ 173,4 milhões.

## Elenco
- Will Smith .... Henry Brogan
- Mary Elizabeth Winstead .... Dani Zakarewski
- Clive Owen .... Clayton "Clay" Varris
- Benedict Wong .... Baron
- Ralph Brown .... Del Patterson
- Emond Linda Emond .... Janet Lassiter
- Hodge Douglas Hodge .... Jack Willis
- Volok Ilia Volok .... Yuri Kovacs
- Bonilla E. J. Bonilla .... Marino
- Freiberg Björn Freiberg .... Keller